# نمایش افتتاحیه

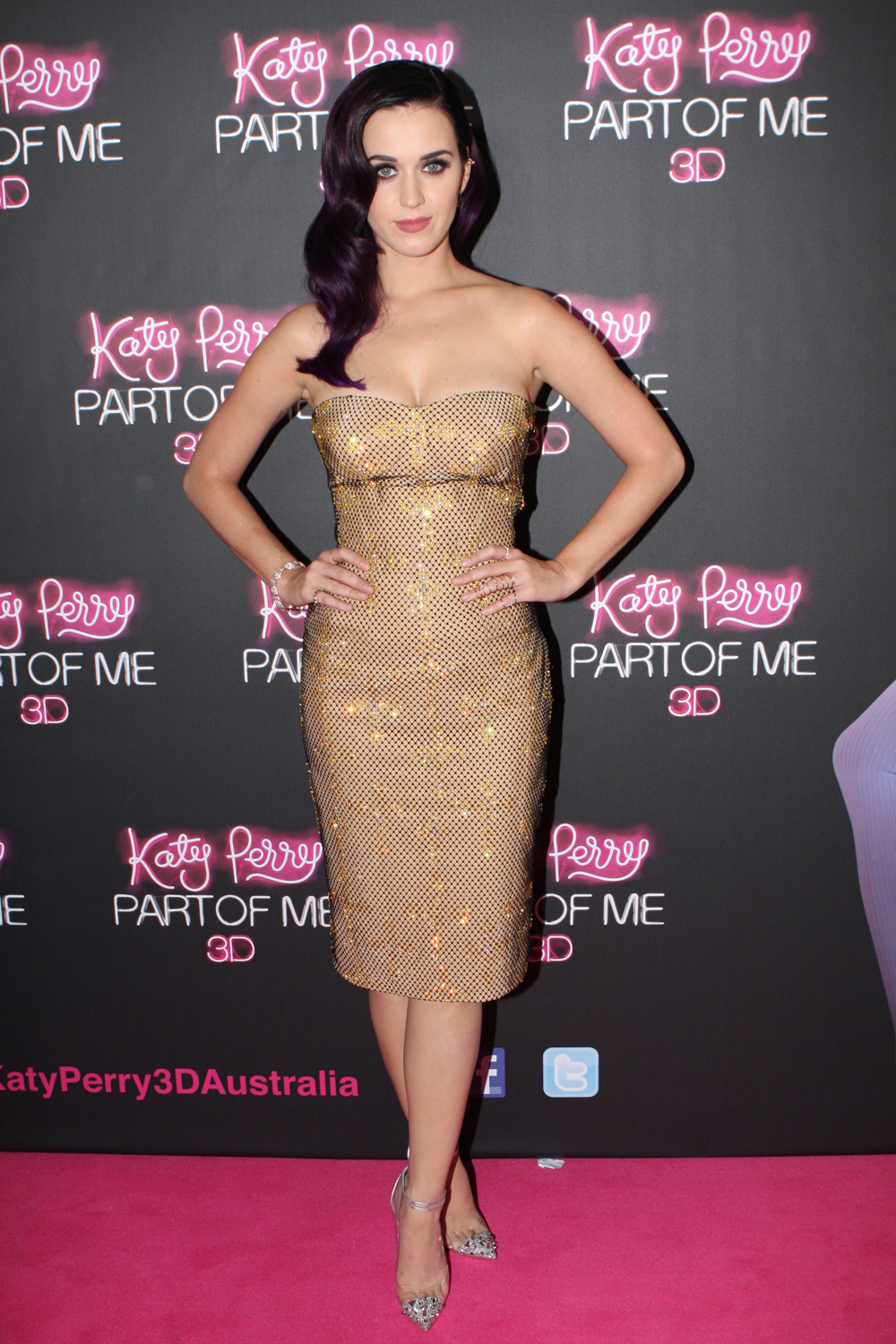
کیتی پری در پریمیر فیلم کیتی پری: بخشی از من در استرالیا

نمایش افتتاحیه یا پریمیر (از کلمه فرانسوی première به معنی «اولین») به نخستین اجرا و نمایش عمومی یک پروژه مانند فیلم سینمایی، ساخته موسیقایی گفته می‌شود.